# Playstation 4
Playstation 4 (även känd som PS4), i marknadsföring skrivet PlayStation 4, är en spelkonsol, tillverkad av Sony Computer Entertainment. PS4 är den fjärde spelkonsolen som Sony lanserat, och efterträder Playstation 3. Playstation 4 konkurrerade med Microsofts Xbox One samt Nintendos Wii U och Nintendo Switch, samt andra spelkonsoler i den åttonde generationens spelkonsoler. Konsolen visades upp vid en presskonferens den 20 februari 2013, och den lanserades i Sverige den 29 november 2013 till ett pris på 3895 kr. En uppdaterad, slimmad variant, kallad Playstation 4 Slim, som ersatte ursprungsvarianten, lanserades hösten 2016 och en starkare version, kallad Playstation 4 Pro som även den kom under samma höst.

## Mjukvara vid lansering
Vid den europeiska lanseringen fanns ett tjugotal titlar tillgängliga.

Andra titlar inkluderar serier som God of War, FIFA-spelen och Spiderman-spelen.

## Hårdvara

### Handkontrollen
Den trådlösa handkontrollen Dualshock 4 följer med varje nyköpt konsol. Den har en inbyggd styrplatta samt en lampa som ändrar färg beroende på olika omständigheter, t.ex. hur mycket hälsa din karaktär har. Det går inte att använda Dualshock 3, handkontrollen från Playstation 3, till Playstation 4, på grund av touchplattan som sitter i mitten. Det kom även ut en andra version av Dualshock 4 vid släppet av Pro- och Slim-modellerna av Playstation 4.

### Playstation Camera
Som ett separat tillbehör släpptes Playstation Camera samtidigt som Playstation 4. Kameran ger användaren möjlighet att logga in på sin konsol med hjälp av ansiktsigenkänning m.m.

## Tjänster
Playstation 4:s onlinebutik heter Playstation Store. En nyhet gentemot föregående generations onlinebutik är möjligheten att börja spela ett spel trots att det inte är helt nedladdat.
Remote Play är en funktion som strömmar Playstation 4-spelet trådlöst till en Playstation Vita på samma nätverk. Det gör att man kan spela sina spel var som helst i hemmet och inte längre behöver binda sig till en tv. Alla spel har inte stöd för tekniken utan det är något som utvecklarna själv får lägga till om de vill, SIE förväntar sig dock att de flesta spelen kommer att ha stödet.

## Specifikationer
- En x86-64 CPU
- AMD Radeon Graphics Core Next engine 1,84 Teraflops Grafikkort
- 8GB GDDR5 RAM[6]
- Ethernet (10BASE-T, 100BASE-TX, 1000BASE-T)
- IEEE 802.11 b/g/n
- Bluetooth 2.1 (EDR)[6]
- 500 GB hårddisk / 2 TB hårddisk